# Teretrius zambezianus
Teretrius zambezianus är en skalbaggsart som beskrevs av Desbordes 1930. Teretrius zambezianus ingår i släktet Teretrius och familjen stumpbaggar. Inga underarter finns listade i Catalogue of Life.